# Fiodor Komissarżewski
Fiodor Fiodorowicz Komissarżewski (ros. Фёдор Фёдорович Комиссаржевский ur. 23 maja 1882 w Wenecji, zm. 17 kwietnia 1954 w Darien) - znany na zachodzie jako Theodore Komisarjevsky, rosyjski reżyser teatralny. Brat rosyjskiej aktorki Wiery Komissarżewskiej.
W latach 1910-18 prowadził studio teatralne w Moskwie, po rewolucji październikowej wyemigrował z Rosji, wprowadził na sceny amerykańskie i europejskie rosyjskie XIX-wieczne sztuki teatralne.